# 豚の雄臭

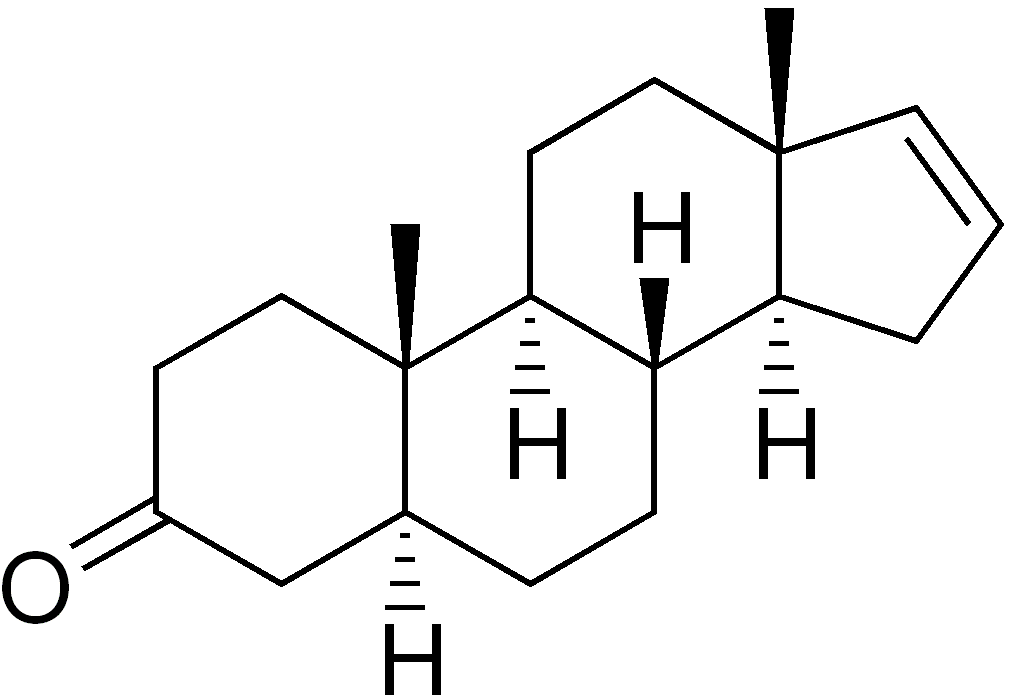
豚の雄臭の原因物質の一つアンドロステノン

豚の雄臭の原因物質の一つスカトール

豚の雄臭（ぶたのおすしゅう）とは、性成熟期に達した非去勢豚の豚肉や豚肉加工品の調理あるいは食べた時に、しばしば鼻をつくような不快臭または味のことである。
調査によると、消費者の多くが雄臭に敏感であり、それゆえ生産者は雄臭をコントロールする必要があるとしている。 民族によってその感受性には違いがあるようである。食品の品質規制により、雄臭のある豚肉の販売は制限されている国もある。

## 雄臭のコントロール
何世紀にもわたって、雄臭を防ぐために、雄豚は外科的去勢を施されてきた。長年、雄の子豚は2－3週齢頃に去勢されている。国によっては（例えば、オランダ、スイスやノルウェー）、去勢に伴う痛みとストレスを軽減するために全身または局所麻酔を使用することが日常的になりつつある。それが強制的であるか、自由意志によるものなのか、またその処置を行うのが通常、農場経営者なのか獣医師であるのか、国により規制は異なっている。麻酔投与の有無を問わず、去勢は近年動物福祉団体から批判を浴びている。
オーストラリアなど、豚は若年期に屠殺が行われる国もある。この理由は、雄豚が性成熟すると、雄臭の原因である2種の天然物質－アンドロステノンとスカトール－が脂肪内に蓄積し始めるためである。従って、若齢期に屠殺することにより雄臭が付く可能性が低くなる。
雄臭をコントロールするもう一つの考えられる方法は、性染色体に基づく分別と人工受精によって雌豚だけを繁殖するために、出生前に子豚の性を選別する方法である。この方法は、牛の繁殖に用いられて成功しているが、豚ではこの技術はまだ研究段階であり、経済的にも実用的にも未だに解決策とはなっていない。
また「雄臭の少ない」豚の生産も試みられてきたが、未だこれといった成功は収めていない。 シュガー・マウンテン・ファーム（ Sugar Mountain Farm ）は、繁殖法と飼料を変えることで、「雄臭の少ない」豚の生産が可能だと主張する、一生産者である。非去勢豚の長所は、去勢豚（去勢された雄）または未経産豚（雌）に比べると、体脂肪が少なく、しかも一割ほど短い期間でより肉質の多い豚に発育し、精肉への飼料効率が高いことである 

## 原因
豚の雄臭の主原因は、雄豚の体脂肪に2つの化合物(アンドロステノンとスカトール)が蓄積されることであるといわれているが、明確な文献は発表されていない。また、雄臭に対する感受性に男女差、人種差及び個人差等があることより、その原因を完全に明解にすることは困難であると思われる。
アンドロステノン（雄フェロモン）は、雄豚が性成熟期に達すると精巣で産生され、一方スカトール（腸内細菌の副産物、つまりアミノ酸トリプトファンの細菌代謝物）は、雌雄両豚で産生される。ただし、精巣ステロイドにより肝臓での分解が阻止されるため、これらの量は非去勢豚ではるかに多い。その結果、スカトールは、雄豚が成熟すると共に体脂肪に蓄積される。
これらの化合物は雄豚が性成熟すると自然に産生され、時間をかけてこれらの物質が蓄積されると、豚肉を調理した時に、雄臭の原因物質は人が臭いを感じるレベルになる。これらの化合物の蓄積を避けるために、雄の子豚は去勢されるのである。

## 新しい方法
近年、去勢が批判を浴びるようになり、生産者や養豚協会により、雄臭をコントロールするための代替法が探索されている。雄臭を防止する免疫学的製剤は、オーストラリアとニュージーランドで1998年以降使用されており、豚の雄臭コントロールに豚の免疫系を利用する、安全で有効性の高い  解決法である。雄臭コントロールのための免疫学的製剤の使用は、外科的去勢と同じように簡単であり信頼できる方法である。トレーニングを受けた農場関係者によって安全な投与が可能であり、消費者のための安全で高品質の豚肉の生産が可能となる。 .
この免疫学的製剤は、雄豚の免疫系を刺激して内因性ゴナドトロピン放出因子（GnRF）に対する特異抗体の産生を促す。これにより、精巣の機能が一時的に抑制され、雄臭の原因となる化合物の産生と蓄積がストップする。
内因性GnRFに対する特異抗体の産生を促すことにより、この免疫学的製剤は、精巣から放出されるテストステロンおよび雄臭の2つある原因の内の1つであるアンドロステノンなどの他のステロイドの分泌を促す一連の生理現象をストップさせる。雄臭のもう一つの主な原因化合物であるスカトールも、ステロイドの量が少なくなると、肝臓でのスカトールの代謝効率が高まり、除去される。
雄臭コントロールを成功させるには、雄豚に免疫学的製剤を2回投与する必要がある。初回投与の時期は、それほど厳密ではないが、日本では11週齢以降と設定されており、2回目の投与時期については、少なくとも1回目投与から4週間の間隔をおく必要がある。2回目投与は、薬効の観点から出荷の4－6週間前に投与する必要がある。2回目の投与後、雄豚の精巣は成長がストップする。取扱者は免疫学的製剤および強化安全装置が施された注射器の使用法について、訓練を受けていなければならない。
この免疫学的製剤は、動物にやさしく、環境に配慮した雄臭防止法であるばかりでなく、これにより、ポークサプライチェーン全体において、出資者は豚肉の品質を保ちつつ、雄豚の発育の速さから得られる生産性改善の恩恵を受けることが可能となる。